# Árpád Ritter
Árpád Ritter (Budapest, 12 de junio de 1975) es un deportista húngaro que compitió en lucha libre. Ganó una medalla de plata en el Campeonato Mundial de Lucha de 2005 y cuatro medallas en el Campeonato Europeo de Lucha entre los años 2001 y 2007.

## Palmarés internacional
| Campeonato Mundial | Campeonato Mundial | Campeonato Mundial | Campeonato Mundial |
| Año                | Lugar              | Medalla            | Categoría          |
| ------------------ | ------------------ | ------------------ | ------------------ |
| 2005               | Budapest (Hungría) | Medalla de plata   | 74 kg              |
| Campeonato Europeo |                    |                    |                    |
| Año                | Lugar              | Medalla            | Categoría          |
| 2001               | Budapest (Hungría) | Medalla de bronce  | 76 kg              |
| 2002               | Bakú (Azerbaiyán)  | Medalla de oro     | 74 kg              |
| 2003               | Riga (Letonia)     | Medalla de oro     | 74 kg              |
| 2007               | Sofía (Bulgaria)   | Medalla de bronce  | 84 kg              |